# ماثيو بي. براون
ماثيو بي. براون (بالإنجليزية: Matthew B. Brown)‏ هو مؤرخ وكاتب أمريكي، ولد في 1964 في بورتلاند في الولايات المتحدة، وتوفي في 5 أكتوبر 2011 في يوتا في الولايات المتحدة.